# طباطبایی قمی
طباطبایی قمی ممکن است به یکی از این افراد اشاره نماید:
- سید حسن طباطبایی قمی
- سید حسین طباطبایی قمی
- سید تقی طباطبایی قمی